# 于垚辰
于垚辰（1995年8月19日—），辽宁鞍山人，中国男子排球运动员，身高1.95米，场上位置为二传。2012年亚洲青少年男子排球锦标赛最佳二传手，現時效力於江蘇南京廣電貓貓男排。

## 简介
于垚辰1995年出生于辽宁省鞍山市，母亲和舅舅都曾是专业排球运动员。2005年，10岁的于垚辰进入到辽宁省体校练习排球，三年之后，辗转到江苏镇江市，在镇江体育运动学校接受系统的排球训练。2010年，年仅15岁的于垚辰凭借其过人的天赋和不懈的努力，进入了江苏男排二队。2011年，入选国家青少年男排队，获得第19届中日韩青少年运动会男排比赛亚军。
2012年，于垚辰在亚洲青少年男子排球锦标赛上崭露头角，帮助中国队夺得亚军，且被评为当届比赛最佳二传手。
2013年，获得东亚运动会男排项目的铜牌。
2014年，入选国家青年男子排球队，随队出征第四届男排亚洲杯，获得第五名。